# Giudizio direttissimo
Il giudizio direttissimo nell'ordinamento giuridico italiano è un procedimento penale speciale, previsto dagli artt. 449 e ss del c.p.p., caratterizzato dalla mancanza dell'udienza preliminare e della fase predibattimentale nel giudizio ordinario penale.
L'organo competente è generalmente il tribunale monocratico.

## Ipotesi di applicazione
Per poter ricorrere ad esso sono necessarie la presenza dei requisiti dell'arresto in flagranza o la confessione.
Può essere instaurato esclusivamente dal pubblico ministero (P.M.) in tre ipotesi previste dal codice di procedura penale.
La prima ipotesi si ha quando la persona viene arrestata in stato di flagranza di un reato. In questo caso il P.M. può presentare l'imputato in stato d'arresto direttamente davanti al giudice del dibattimento per la convalida dell'arresto e il contestuale giudizio, entro quarantotto ore dall'arresto.
- Se l'arresto viene convalidato, si procede immediatamente al giudizio.
- Se l'arresto non viene convalidato, il giudice restituisce gli atti al P.M.; è tuttavia possibile procedere al giudizio direttissimo se l'imputato e il P.M. vi consentono.

La seconda ipotesi si ha quando il P.M., dopo aver ottenuto la convalida dell'arresto dal giudice per le indagini preliminari, presenta l'imputato in udienza non oltre il trentesimo giorno dall'arresto.
La terza ipotesi si ha quando la persona nel corso dell'interrogatorio abbia reso confessione.
Se la persona che ha reso confessione si trova in custodia cautelare viene presentata all'udienza entro trenta giorni dalla registrazione della notizia di reato nell'apposito registro. Se la persona è libera viene citato a comparire ad una udienza nel medesimo termine.

## I passaggi del procedimento
- L'agente o ufficiale di polizia giudiziaria effettua un arresto in flagranza per un reato tra quelli contemplati nell'art. 33 ter c.p.p. (direttissima monocratica), o tra quelli di competenza del tribunale in composizione collegiale o della corte d'assise (direttissima collegiale);[5]
- Nel caso di direttissima monocratica, la polizia giudiziaria informa immediatamente dell'accaduto il pubblico ministero, il quale formula l'imputazione e la trasmette alla PG; normalmente l'arrestato non transita dal carcere;[6]
- Nel caso della direttissima collegiale, invece, l'arrestato viene custodito in carcere e messo a disposizione del PM;[7]
- La PG cita la persona offesa e i testi in modo deformalizzato per l'udienza, e avvisa il difensore dell'indagato;[8]
- L'arrestato viene condotto davanti al giudice per la convalida e contestualmente viene svolto il processo, oppure viene richiesto di fissare l'udienza per l'espletamento nelle 48 ore successive all'arresto.[6]

La legge 110/75 in materia di armi, munizioni e materiali esplodenti, all'art.35, prevede la possibilità di ricorrere al giudizio direttissimo per reati concernenti armi ed esplosivi a meno che non siano necessarie speciali indagini.
Se a questo reato sono connessi altri reati per i quali mancano le condizioni per procedere con questo rito, si procede separatamente. Se la riunione risulta indispensabile, il rito ordinario prevale.
Per lo svolgimento del giudizio direttissimo si osservano le disposizioni previste per il dibattimento. La persona offesa e i testimoni possono essere citati anche oralmente da un ufficiale giudiziario e da un agente di polizia giudiziaria. Inoltre, il P.M., l'imputato e la parte civile possono presentare testimoni senza citazione.
L'imputato viene avvisato della facoltà di chiedere il giudizio abbreviato o il patteggiamento e della facoltà di chiedere un termine per preparare la difesa non superiore a dieci giorni.
Se il giudizio direttissimo viene instaurato in assenza dei presupposti richiesti, si ha una nullità assoluta e il giudice con ordinanza dispone la restituzione degli atti al P.M. Se l'imputato chiede il giudizio abbreviato, il giudice, prima che sia aperto il dibattimento, dispone con ordinanza, la prosecuzione del giudizio con rito abbreviato.
Se, in seguito all'instaurazione del giudizio abbreviato, il giudice revoca l'ordinanza con cui lo aveva disposto, fissa l'udienza per il giudizio direttissimo.